# Eriocaulon densum
Eriocaulon densum är en gräsväxtart som beskrevs av Carl Friedrich Philipp von Martius och Luigi Aloysius Colla. Eriocaulon densum ingår i släktet Eriocaulon och familjen Eriocaulaceae. Inga underarter finns listade i Catalogue of Life.